# Marcel Naulais
Pour les articles homonymes, voir Naulais.
Marcel Naulais (né le 30 septembre 1923 à Issoudun et mort le 9 mars 1997 à Villejuif) est un clarinettiste et chef d'orchestre français. 
Il est un des rares spécialistes français de la petite clarinette et de la clarinette piccolo.

## Biographie
Il a joué avec de nombreux orchestres comme l'orchestre du Domaine musical de Pierre Boulez, l'orchestre de la Garde républicaine. 
Il a participé à la petite clarinette en mi  en 1956 à la création des oiseaux exotiques d'Olivier Messiaen. 
Il a été directeur de l'Orchestre d'Harmonie de la Ville d'Antony de 1970 à 1997 et directeur du Conservatoire municipal d'Antony jusqu'en 1987. De 1977 à 1980, il est le chef de l'harmonie La Sirène de Paris. Il a dirigé l'harmonie d'Issoudun jusqu'en 1981 et prend sa retraite. 
Il a également enseigné la clarinette à Antony. La salle de répétition du conservatoire à rayonnement intercommunal Darius Milhaud de la ville d'Antony porte son nom.
Il a joué et enregistré avec l'orchestre d'anches de Paris.
Son fils Jérôme Naulais est tromboniste et compositeur. Son fils Laurent est trompettiste.
Il décède en 1997 à Villejuif.

## Hommage
Une salle de répétition du conservatoire d'Issoudun porte son nom.

## Distinction
Chevalier de l'ordre des Arts et des Lettres : Il est fait chevalier des Arts et des Lettres en 1984.

## Enregistrements

### Comme instrumentiste
- Arnold Schonberg : suite op.29 pour septuor (1925-1926), avec Serge Collot, Guy Deplus, Jacques Ghestem, Jean Huchot, Yvonne Loriod, Marcel Naulais, Louis Montaigne, Pierre Boulez (Vega, 1959)
- Edgar Varèse : Octandre, (Vega, 1959)
- Olivier Messiaen : Sept Haïkaï, La Fauvette des jardins, (Erato – STU 70796, LP, 1973)
- Musique de la Garde républicaine : Les Concerts de la Musique de la Garde républicaine de Paris sous la direction de Roger Boutry - Vol. 4 (Philips – 18PC-109, LP, réédition Japon 1982)
- Orchestre d'anches de Paris – Robert Truillard (direction), Vol. 1 (label AFA – N.E.C. 20771, 1971)
- Orchestre d'anches de Paris Robert Truillard (direction), Vol. 2 (label AFA – 20784)

### Comme chef d'orchestre
- Orchestre d'harmonie de la ville d'Antony :  En concerts, (Corélia CC96793, 1996)